# 청나래고사리
청나래고사리(학명: Matteuccia struthiopteris)는 야산고비과 청나래고사리속에 딸린 양치식물이다. 청나래고사리속의 유일종이다.